# Internationale Kommission der Detektiv-Verbände
Die Internationale Kommission der Detektiv-Verbände (IKD) (englisch IKD – International Federation of Associations of Private Detectives) wurde 1964 durch die Detektivverbände Österreichischer Detektiv-Verband (ÖDV), den Fachverband Schweizerischer Privat-Detektive (FSPD) und den Bundesverband Deutscher Detektive e. V. (BDD) in Wien gegründet und am 10. November 1967 im Vereinsamt eingetragen. Die Vereinsdaten können über das österreichische Zentrale Vereinsregister unter der Zahl 978221660 eingesehen werden.

## Mitglieder
IKD ist ein Dachverband, die Mitgliedschaft ist Verbänden vorbehalten. Aus Ländern, in denen kein Interessensverband registriert ist, können auch Einzelunternehmen als Mitglied aufgenommen werden.
In der IKD sind 18 Landesverbände und 3 Einzelmitglieder, zum überwiegenden Teil aus der Europäischen Union/EFTA/EWR, sowie ein internationaler Verband zusammengeschlossen (Stand 12/2012). 2008 wurde die IKD als repräsentative Berufsvertretung von der EU anerkannt.

## Aufgaben
Die Ziele der IKD waren lange von den Grundsätzen Erfahrungsaustausch und Vernetzung geprägt; durch die Veränderung politischer, gesetzlicher und gesellschaftlicher Rahmenbedingungen für die Ausübung des Berufes Detektiv wurde ein geschlossenes Auftreten als Standesvertretung angestrebt, was unter anderem durch den einheitlichen Beschluss und die Unterzeichnung eines gemeinsamen Mindeststandards für den Berufszugang und die Berufsausübung (IKD Common Minimum Standards, Saragossa, 2007) durch die Delegierten aller Mitgliedsverbände, eine gemeinsame Model Data Protection Policy oder Best Practice Guides dokumentiert ist.

## Organe
Als ausführendes Organ steht das auf drei Jahre gewählte Executive Committee der IKD vor. Es setzt sich aus dem Secretary General, Tony Imossi (seit 2004), dem Vice Secretary General und dem Treasurer zusammen.
Als weiteres ständiges Organ bildet das Grievance Committee einen europäischen und darüber hinaus internationalen Beschwerdeausschuss.
Der Verband setzt ihre Aufgaben auch durch themenbezogen eingesetzte Committees um, für die jeweils ein Chairman von den Mitgliedern gewählt wird, z. B.:
- das CSC (Common Standard of Competence) Committee für die Einführung eines gemeinsamen Standards in der Berufsqualifikation;
- das EPIC (European Private Investigators’ Compendium) Committee für die Erfassung länderspezifischer Gegebenheiten und Möglichkeiten für die Tätigkeit von Detektiven.